# Béranger (rivière)
Pour les articles homonymes, voir Béranger.
Le Béranger est une rivière française du département de l'Isère de la région Auvergne-Rhône-Alpes, en ancienne région Rhône-Alpes et un affluent droit de la Bonne, c'est-à-dire un sous-affluent du fleuve le Rhône par l'Isère et le Drac.

## Géographie
De 8,6 kilomètres de longueur, le Béranger coule entièrement sur la commune de Valjouffrey. Il résulte de la réunion en amont de Valsenestre de plusieurs torrents dont le plus long, le Ruisseau des Combes, naît sous le col de la Muzelle (2613 m). Les autres sont le Ruisseau de Coin Charnier et le Ruisseau de la Combe d'Aillot qui prend sa source sous l'Aiguille des Marmes (3 046 m).
Globalement, le Béranger coule de l'est vers l'ouest et dans une vallée étroite jusqu'à la Chapelle en Valjouffrey.
Il conflue, en rive droite de la Bonne, sur la même commune de Valjouffrey, à 947 mètres d'altitude.
Les cours d'eau voisins sont, dans le sens des aiguilles d'une montre, le Vénéon au nord-ouest, nord, nord-est et est, la Bonne au sud-est, sud et sud-ouest et la Malsanne et le canal de Valbonnais à l'ouest.

### Communes et cantons traversés
Dans le seul département de l'Isère, le Béranger traverse la seule communes suivante, de Valjouffrey (source et confluence), dans le canton de Matheysine-Trièves, le tout dans l'arrondissement de Grenoble.

### Bassin versant
Le Béranger traverse une seule zone hydrographique « la Bonne du canal de Beaumont inclus à la Malsanne » (W231) pour une superficie de 145 km2. Ce bassin versant est composé à 96,92 % de « forêts et milieux semi-naturels », à 2,75 % de « territoires agricoles ».

## Affluents
Le Béranger a sept tronçons affluents référencés :
- le ruisseau des Combes (rd[note 1]), 3,4 km sur la seule commune de Valjouffrey.
- le ruisseau de la Draire (rg), 2,1 km sur la seule commune de Valjouffrey.
- le Rif ou ruisseau de Pichoud, (rd), 3,5 km sur la seule commune de Valjouffrey, avec deux affluents :
  - le ruisseau du Vallon, 1,5 km
  - le ruisseau de Pisse Rousse, 1,6 km
- le ruisseau de la Fayolle (rd), 3,4 km sur la seule commune de Valjouffrey
- le ruisseau des Gorges (rd), 2,5 km sur la seule commune de Valjouffrey avec un affluent :
  - le ruisseau des Verts, 1,7 km sur la seule commune de Valjouffrey avec un affluent :
    - le ruisseau de Gary, 0,9 km sur la seule commune de Valjouffrey
- le ruisseau des Taillas (rd), 1,4 km sur la seule commune de Valjouffrey
- le ruisseau de la Gorge (rd), 3 km sur la seule commune de Valjouffrey.

### Rang de Strahler
Le rang de Strahler est donc de quatre.

## Aménagements et écologie

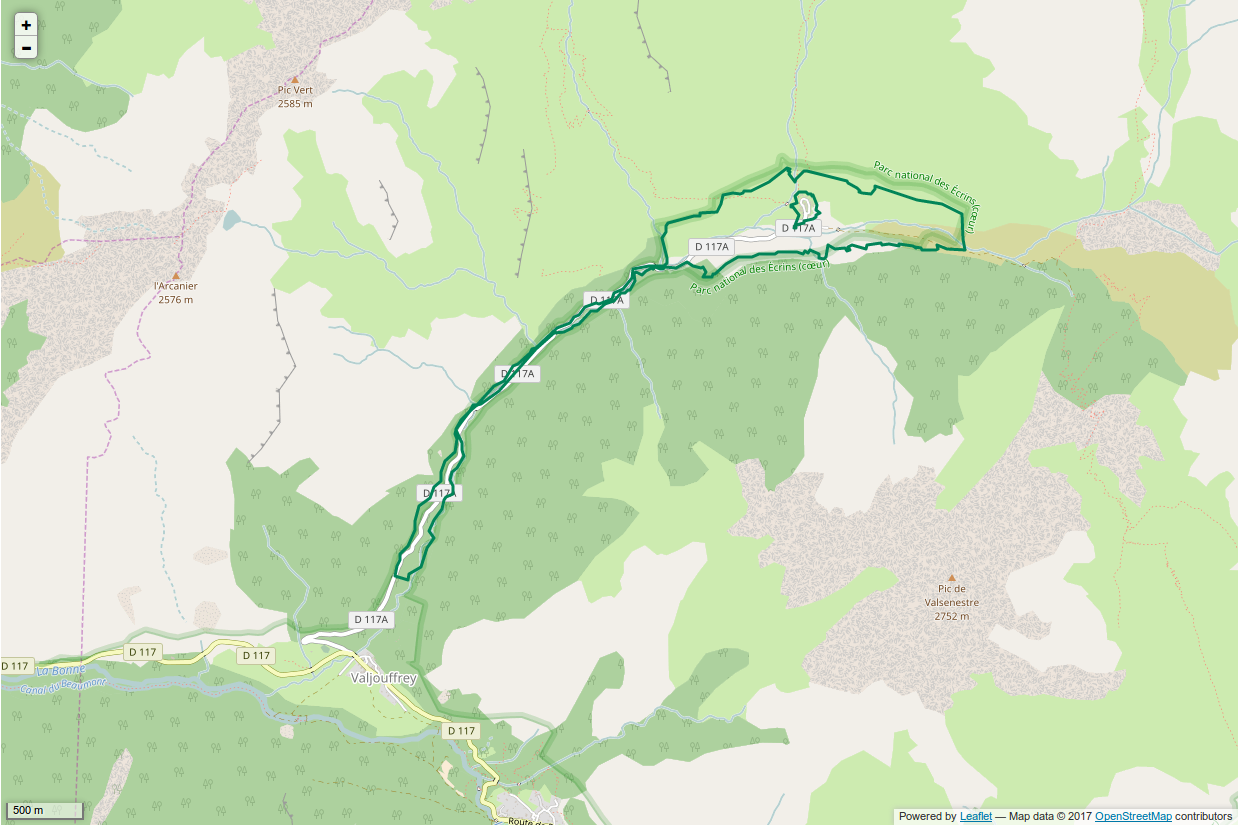
Périmètre RNN Haute vallée du Béranger